# Classificação Chinesa de Transtornos Mentais
A Classificação Chinesa de Transtornos Mentais (CCTM) (中国 精神 疾病 分类 方案 与 诊断 标准), publicado pela Sociedade Chinesa de Psiquiatria (SCp), é um guia clínico utilizado na China para o diagnóstico de transtornos mentais. Ele está atualmente em uma terceira versão, o CCMD-3, escrito em chinês e inglês. Ele é intencionalmente semelhante em estrutura e qualificação para o CID e DSM, os dois mais conhecidos manuais de diagnóstico, embora inclua algumas variações em seus principais diagnósticos e cerca de 40 diagnósticos culturalmente afins.

## História
O primeiro esquema classificatório psiquiátrico chinês publicado apareceu em 1979. Um sistema de classificação revisado, o CCMD-1, foi disponibilizado em 1981 e modificado em 1984 (CCMD-2-R). O CCMD-3 foi publicado em 2001.
Muitos psiquiatras chineses acreditavam que o CCMD tinha vantagens especiais sobre outros manuais, como simplicidade, estabilidade, inclusão de categorias de cultura distintiva e exclusão de certas categorias de diagnóstico ocidentais. A tradução chinesa da CID-10 foi vista como linguisticamente complicada, contendo frases muito longas e termos e sintaxe estranhos (Lee, 2001).

## Critérios Diagnósticos
O diagnóstico de depressão está incluído no CCMD, com muitos critérios semelhantes ao CID ou DSM, tendo o núcleo sido traduzido como 'desânimo'. No entanto, a neurastenia é um diagnóstico mais central. Embora também encontrado na CID, seu diagnóstico assume uma forma particular na China, chamada 'shenjing shuairuo', que enfatiza as queixas somáticas (corporais), bem como a fadiga ou sentimentos deprimidos. A neurastenia é um diagnóstico menos estigmatizante do que a depressão na China, sendo conceitualmente distinto dos rótulos psiquiátricos, e diz-se que se encaixa bem com a tendência de expressar questões emocionais em termos somáticos. Diz-se também que o conceito de neurastenia como um distúrbio do sistema nervoso se encaixa bem com a epistemologia tradicional chinesa da causa da doença com base na desarmonia dos órgãos vitais e no desequilíbrio do qi.
O diagnóstico de esquizofrenia está incluído no CCMD. É aplicado de forma bastante rápida e ampla na psiquiatria chinesa.
Algumas das palavras do diagnóstico são diferentes, por exemplo, em vez de transtorno de personalidade borderline como no DSM, ou transtorno de personalidade emocionalmente instável (tipo borderline) como no CID, o CCMD tem transtorno de personalidade impulsiva.
Os diagnósticos mais específicos da cultura chinesa ou asiática, embora também possam ser descritos na CID (ou seção de glossário do DSM), incluem:
- Koro ou síndrome de retração genital: medo excessivo dos genitais (e também dos seios nas mulheres) encolher ou recuar para dentro do corpo.
- Zou huo ru mo (走火入魔) ou desvio de qigong (氣功偏差): percepção de fluxo descontrolado de qi no corpo.
- Transtornos mentais devido a superstição ou feitiçaria.
- Psicose itinerante

### Zou huo ru mo
Zou huo ru mo (走火入魔) ou "desvio de qigong" (氣功偏差) é uma condição mental caracterizada pela percepção de que há um fluxo descontrolado de qi no corpo. Outras queixas incluem dores localizadas, cefaleia, insônia e movimentos espontâneos descontrolados.